# 영천 정씨
영천 정씨(永川鄭氏)는 경상북도 영천시를 본관으로 하는 한국의 성씨이다. 시조는 조선에서 예문관직제학(藝文官直提學)을 지낸 정차공(鄭次恭)이다.

## 참고 자료
- “영천정씨(永川鄭氏)”. 뿌리를 찾아서.[깨진 링크(과거 내용 찾기)]